# Campeonato Mineiro de Futebol de 2021 - Segunda Divisão
O Campeonato Mineiro de Futebol de 2021 - Segunda Divisão, foi a 37ª edição do campeonato estadual de Minas Gerais equivalente à terceira divisão. O torneio contou com a participação de 15 equipes e foi realizado entre os dias 11 de setembro e 18 de dezembro de 2021.

## Histórico e Regulamento
A Federação Mineira de Futebol (FMF) divulgou, em maio, a lista de 21 equipes habilitadas para o conselho técnico da Segunda Divisão do Campeonato Mineiro, que foi realizado no dia 25 de maio de 2021.
Cinco times que disputaram a Segundona em 2019 optaram por não montar equipes em 2020 devido à pandemia de Covid-19, mas estavam de volta: Araguari, Inter de Minas (que se mudou de Itaúna para São José da Lapa), Boston City, SE Patrocinense e Figueirense, além do retorno de sete equipes que disputaram a competição em 2020. Contou ainda com o retorno da equipe do Varginha, licenciada desde 2010.
Curiosamente, as duas rebaixadas do Módulo II em 2020, Mamoré e CAP Uberlândia, declinaram da participação no campeonato antes mesmo do Conselho Técnico.

### Primeira Fase
Após votação entre os envolvidos, as 15 equipes serão distribuídas em três grupos de cinco times cada. Os clubes se enfrentam em turno e returno, e passam os dois melhores de cada chave e os dois melhores terceiros, formando as quartas de final. Os 4 melhores da fase de classificação terão a vantagem de dois empates ou derrota e vitória pelo mesmo saldo como critério de desempate.

#### Idade Limite
O campeonato será na modalidade sub-23, com limite de 5 atletas acima da idade por jogo. As inscrições vão até o último dia útil antes do início das quartas de final.

#### Critérios de desempate
Caso haja empate de pontos entre dois clubes, os critérios de desempates serão aplicados na seguinte ordem:
1. Número de vitórias
2. Saldo de gols
3. Gols marcados
4. Confronto direto
5. Número de cartões vermelhos
6. Número de cartões amarelos
7. Sorteio público na sede da FMF

## Participantes
Dentre as equipes que estavam aptas a competir e participaram do arbitral, a Esportiva Guaxupé, Ipatinga B, Minas Boca, Nacional de Uberaba, Valeriodoce e XV de Novembro, decidiram não disputar a competição. Confirmaram participação na competição as equipes: O Itaúna foi substituído pelo recém criado Manchester Futebol, que representará Juiz de Fora na competição.
| Equipe                                       | Cidade                | Em 2020   | Estádio                                    | Capacidade | Títulos (Último) |
| -------------------------------------------- | --------------------- | --------- | ------------------------------------------ | ---------- | ---------------- |
| América Futebol Clube                        | Teófilo Otoni         | 8º        | Arena do Dragão                            | 3.970      | 0                |
| Araguari Atlético Clube                      | Araguari              | —         | Vasconcelo Montes                          | 3.310      | 1 (1993)         |
| Araxá Esporte Clube                          | Araxá                 | —         | Fausto Alvim                               | 5.500      | 5 (2011)         |
| Atlético Clube Três Corações                 | Barbacena             | 7º        | Estádio Walter Antunes                     | 3.500      | 2 (1992)         |
| Betis Futebol Clube                          | Ouro Branco           | 9º        | Estádio José Mapa Filho                    | 1.700      | 0                |
| Boston City Futebol Clube Brasil             | Manhuaçu              | —         | Juscelino Kubitschek                       | 1.139      | 0                |
| Contagem Esporte Clube                       | Contagem              | 6º        | Rinaldo Cota Arnaldo                       | 5.000      | 0                |
| Figueirense Esporte Clube                    | São João del-Rei      | —         | Paulo Campos                               |            | 0                |
| Associação Desportiva Internacional de Minas | Itaúna                | —         |                                            |            | 0                |
| Manchester Futebol                           | Juiz de Fora          | Estreante | Estádio Municipal Radialista Mario Helênio | 31.863     | 0                |
| Sociedade Esportiva Patrocinense             | Patrocínio            | —         | Municipal Júlio Aguiar                     | 2.160      | 0                |
| Poços de Caldas Futebol Clube                | Poços de Caldas       | 4º        | Ronaldão                                   | 7.600      | 0                |
| Santarritense Futebol Clube                  | Santa Rita do Sapucaí | 5º        | Estádio Erasmo Cabral                      | 2.000      | 0                |
| Uberaba Sport Club                           | Uberaba               | 3º        | Uberabão                                   | 21.300     | 1 (2015)         |
| Varginha Esporte Clube                       | Varginha              | —         | Melão                                      | 15.471     | 0                |